# Jacopo Olmo Antinori
Pour les articles homonymes, voir Antinori.
Jacopo Olmo Antinori, né le 28 août 1997 à Poggibonsi (Toscane), est un acteur italien de cinéma, de télévision et de théâtre.

## Biographie
Jacopo est né à Poggibonsi, en Toscane, d'une mère actrice, Francesca De Martini. Il a une petite sœur prénommée Greta. En 2016, il obtient son diplôme au lycée public Virgilio de Rome. Il a fait ses débuts d'acteur à l'âge de neuf ans au théâtre en interprétant le prince Mamilio dans Le Conte d'hiver de William Shakespeare, mis en scène au Globe Theater de Rome par Francesco Manetti. Il a ensuite joué dans de nombreuses autres pièces de théâtre. Il a fait ses débuts au cinéma en 2012 en interprétant le rôle de Lorenzo dans le film Moi et toi réalisé par Bernardo Bertolucci.

## Filmographie
- 2012 : Moi et toi (Io e te) de Bernardo Bertolucci
- 2014 : Nessuno mi pettina bene come il vento (it) de Peter Del Monte
- 2014 : Nos enfants (I nostri ragazzi) d'Ivano De Matteo
- 2016 : Zeta (it) (Zeta - Una storia hip-hop) de Cosimo Alemà
- 2017 : La Fille dans le brouillard (La ragazza nella nebbia) de Donato Carrisi
- 2017 : Une affaire personnelle (Una questione privata) des Frères Taviani
- 2018 : Marie Madeleine (Mary Magdalene) de Garth Davis
- 2018 : Les Médicis : Maîtres de Florence (Medici) — série télévisée, 11 épisodes
- 2020 : Weekend (it) de Riccardo Grandi (it)
- 2022 : Devils (Diavoli) de Lux Vide — série télévisée
- 2023 : Il vento soffia dove vuole de Marco Righi[4]
- 2024 : C'è un posto nel mondo (it) de Francesco Falaschi (it)

## Théâtre
- Racconto d'inverno, mise en scène de F. Manetti, Silvano Toti Globe Theatre, 2007
- Ploutos mise en scène de M. Popolizio, 2008
- L'anima buona del Sezuan, mise en scène d'E. De Capitani e F. Bruni, Teatro Stabile di Genova, 2009